# 劇団あおきりみかん
劇団あおきりみかん（げきだん あおきりみかん）は、名古屋を拠点とした劇団である。

## 略歴
1998年晩秋、南山大学演劇部のメンバーを中心に旗揚げ。
人のココロを溜めて空中に浮かぶ劇場や、お客さんのニーズに合わせて裁判をする「擬似裁判所」など、一見奇抜なシチュエーションから繰り出される、『会話』と『関係』のズレを中心とした喜劇を上演している。
主宰であり、作・演出を担当する鹿目由紀（かのめゆき）は、NHKの『中学生日記』などテレビの脚本も手がける。2008年には、日本劇作家協会東海支部主催の短編戯曲のコンテストに優勝し、「第5代劇王」となった。2009年・2010年、劇王防衛に成功。2010年「名古屋市芸術創造賞」受賞。
現在、コンスタントに名古屋・東京の二都市公演を行っている。

## 賞歴
- 2003年：シアターグリーンフェスティバルVOL.55、シアターグリーン大賞受賞
- 2007年：愛知県芸術劇場演劇フェスティバル、グランプリ受賞
- 2007年：名古屋市民芸術祭、審査員特別賞受賞
- 2008～2011年：日本劇作家協会「劇王」、優勝（鹿目由紀）
- 2009年：名古屋市民芸術祭、市民芸術祭賞受賞
- 2009年：日本演出者協会若手演出家コンクール2009、優秀賞受賞（鹿目由紀）
- 2010年：愛知県芸術劇場演劇フェスティバル、グランプリ受賞
- 2010年：日本演出者協会若手演出家コンクール2010、優秀賞受賞（鹿目由紀）
- 2010年：第10 回愛知県芸術劇場演劇フェスティバル「グランプリ賞」受賞
- 2010年：第26回名古屋市文化振興事業団芸術創造賞受賞（鹿目由紀）
- 2010年：私と中合会津店エッセイ大賞「特別賞」受賞（鹿目由紀）
- 2011年：平成22年度名古屋市芸術賞「名古屋市芸術奨励賞」受賞
- 2011年：平成22年度愛知県芸術文化選奨「文化新人賞」受賞（鹿目由紀）
- 2013年：名古屋演劇ペンクラブ賞受賞（鹿目由紀）
- 2014年：松原英治・若尾正也記念演劇賞受賞（鹿目由紀）
- 2015年：教文短編演劇祭2015優勝（鹿目由紀：演出）
- 2015年：第二回名古屋演劇杯・最優秀俳優賞受賞（川本麻里那）
- 2020年：令和二年度愛知県芸術文化選奨文化新人賞受賞（松井真人）
- 2024年：第一回虹の会演劇大賞受賞（鹿目由紀）
- 2025年：第二回虹の会演劇大賞受賞（川本麻里那）

## 主な作品

### 本公演
- 其の壱　誰が為にベルは鳴る（1999年）
- 其の弐　殺人は突然に（1999年）
- 其の参　サンタクロースが多すぎる（2000年）
- 其の四　フィーリング・カップル（2000年）
- 其の五　つかずはなれず（2001年）
- 其の六　恋は盲目（2001年）
- 其の七　海がとっても青いから（2002年）
- 其の八　とけないまほう（2002年）
- 其の九　ときはかねなり（2003年）
- 其の拾　朝まで待てない（2003年）
- 其の拾壱　昼下がり↓車庫上がり↑（2004年）
- 其の拾弐　超喫茶で逢いましょう（2004年）
- 其の拾参　ホップ・ストップ・バスストップ（2005年）
- 其の拾四　困ったさんの　困ったさんによる　困ったさんのための（2005年）
- 其の拾五　にぎやかな崖っぷち（2006年）
- 其の拾六　上空劇場、さようなら（2007年）
- 其の拾七　漂流裁判（2007年）
- 其の拾八　パレード旋風が巻き起こる時（2008年）
- 其の拾九　蒲団生活者（2008年）
- 其の弐拾　箱を持っている（2009年）
- 其の弐拾壱　占いホテル（2009年）
- 其の弐拾弐　ここまでがユートピア（2010年）
- 其の弐拾参　オンナの平和（2010年）
- 其の弐拾四　気分屋（2011年）
- 其の弐拾五　歯に衣着せない（2011年）
- 其の弐拾六　湖の白鳥（2012年）
- 其の弐拾七　よく聞く（2012年）
- 其の弐拾八　迷子の部屋（2013年）
- 其の弐拾九　サーカス家族（2013年）
- 其の参拾　発明王子と発明彼女（2014年）
- 其の参拾壱　天国の東側（2014年）
- 其の参拾弐　身辺生理（2014年）
- 其の参拾参　だるい女（2015年）
- 其の参拾四　パラドックス・ジャーニー（2016年）
- 其の参拾五　僕の居場所（2016年）
- 其の参拾六　ルート６７（2017年）
- 其の参拾七　つぐない（2017年）
- 其の参拾八　秘密公表機関（2018年）
- 其の参拾九　鏡の星　演出：小林七緒（流山児★事務所）（2018年）
- 其の四拾　　ワード・ロープ（2019年）
- 其の四拾壱　宮城野　作：矢代静一　演出：鐘下辰男（THE・ガジラ）（2022年）
- 其の四拾弐　スワン・ケージ（2023年）
- 其の四拾参　今日、母が死んだ（2024年）
- 其の四拾四　気遣い狂時代（2025年）

### ぽんかん劇場
- 其の壱　えんもたけなわ（2003年）
- 其の弐　プラクティス・プラクティス（2004年）
- 其の参　1と2と3と4と5（2005年）
- 其の四　「ギャル〜閉じません〜（2008年）
- 其の伍　三人寄れば、文句の杖（2019年）

### その他
- SHOW劇革命 FIRST GIG!「自分最大の合戦」（2009年）
- 番外公演　わたしとあなた（2021年）

## 主なメンバー

### 作・演出：
- 鹿目由紀

### 俳優：
- 松井真人
- 中元志津
- 花村広大
- 大屋愉快
- 近藤絵理
- 山中崇敬
- 正手道隆
- 平田惇也
- 松野有加里
- カズ祥
- 川本麻里那
- 木下佑一郎
- みちこ
- ギャバ
- 近藤彰吾
- 平林ももこ
- 真崎鈴子
- 山口眞梨
- 恵良幾斗
- 河合希美
- 林千紘
- はらでぃ!
- 渡辺芽依